# Élections cantonales de 1967 dans la Somme
Les élections cantonales ont eu lieu le 24 septembre et le 1er octobre 1967.

## Contexte départemental

### Assemblée départementale sortante
Avant les élections, le conseil général de la Somme est présidé par Max Lejeune (SFIO), à la tête du département depuis 1945. Il comprend 41 conseillers généraux issus des 41 cantons de la Somme. 20 d'entre eux sont renouvelables lors de ces élections.
| Parti                                          | Sigle | Sigle | Élus | Groupe                         |
| ---------------------------------------------- | ----- | ----- | ---- | ------------------------------ |
| Centre-gauche (24 sièges)                      |       |       |      |                                |
| Parti radical-socialiste                       |       | Rad.  | 13   | Gauche démocrate et socialiste |
| Section française de l'Internationale ouvrière |       | SFIO  | 10   | Gauche démocrate et socialiste |
| Convention des institutions républicaines      |       | CIR   | 1    | Gauche démocrate et socialiste |
| Centre-droit (7 sièges)                        |       |       |      |                                |
| Centre démocrate                               |       | CD    | 4    | Centre démocratique            |
| Modérés                                        |       | Mod.  | 2    | Centre démocratique            |
| Centre national des indépendants et paysans    |       | CNIP  | 1    | Centre démocratique            |
| Gauche (6 sièges)                              |       |       |      |                                |
| Parti communiste français                      |       | PCF   | 6    | Communiste                     |
| Droite (4 sièges)                              |       |       |      |                                |
| Union démocratique pour la Ve République       |       | UD-Ve | 2    | UD-Ve et indépendants          |
| Républicains indépendants                      |       | RI    | 1    | UD-Ve et indépendants          |
| Divers droite                                  |       | DVD   | 1    | UD-Ve et indépendants          |
| Président du conseil général                   |       |       |      |                                |
| Max Lejeune (SFIO)                             |       |       |      |                                |

## Conseil général élu
| Canton                | Conseiller sortant  | Parti | Parti | Conseiller élu       | Parti | Parti |
| --------------------- | ------------------- | ----- | ----- | -------------------- | ----- | ----- |
| Abbeville-Nord        | Robert Viarre *     |       | SFIO  | André Leduc          |       | SFIO  |
| Acheux-en-Amiénois    | Raymond de Wazières |       | Rad.  | Raymond de Wazières  |       | Rad.  |
| Ailly-le-Haut-Clocher | Bernard Maisant *   |       | SFIO  | Alain-Louis Jacques  |       | Mod.  |
| Albert                | Pierre Savary       |       | Rad.  | Alfred Leclercq      |       | PCF   |
| Amiens-Sud-Est        | Michel Couillet     |       | PCF   | Michel Couillet      |       | PCF   |
| Amiens-Sud-Ouest      | Maurice Vast *      |       | Mod.  | Yves Mercher         |       | Mod.  |
| Ault                  | Gilbert Defacques   |       | Rad.  | Gilbert Defacques    |       | Rad.  |
| Combles               | Robert Marlot       |       | Rad.  | Robert Marlot        |       | Rad.  |
| Conty                 | René Clabault       |       | Rad.  | Claude Jeunemaître   |       | CD    |
| Corbie                | Paul Domisse        |       | SFIO  | Paul Domisse         |       | SFIO  |
| Doullens              | Kléber Mopty *      |       | Rad.  | Jacques Mossion      |       | Mod.  |
| Gamaches              | Marcelle Delabie    |       | Rad.  | Marcelle Delabie     |       | Rad.  |
| Molliens-Vidame       | Gabrielle Scellier  |       | CD    | Gabrielle Scellier   |       | CD    |
| Montdidier            | Jean Doublet *      |       | CNIP  | Jean-Louis Massoubre |       | UD-Ve |
| Moyenneville          | Roger Castel        |       | Mod.  | Roger Castel         |       | Mod.  |
| Nesle                 | Jacques Gronnier    |       | DVD   | Jack Pinçonnet       |       | SFIO  |
| Roisel                | Paul Lejeune        |       | Rad.  | Paul Lejeune         |       | Rad.  |
| Roye                  | André Coël          |       | SFIO  | André Coël           |       | SFIO  |
| Rue                   | Gabriel Deray       |       | SFIO  | Gabriel Deray        |       | SFIO  |
| Villers-Bocage        | Pierre Claisse      |       | CD    | Pierre Claisse       |       | CD    |

*Conseillers généraux sortants ne se représentant pas

### Élus
| Partis              | Partis                                         | Conseillers sortants | Conseillers élus | Évolution     |
| ------------------- | ---------------------------------------------- | -------------------- | ---------------- | ------------- |
|                     | Parti radical-socialiste                       | 8                    | 5                | 3             |
|                     | Section française de l'Internationale ouvrière | 5                    | 5                | en stagnation |
| Total Centre-gauche | Total Centre-gauche                            | 13                   | 10               | 3             |
|                     | Modérés                                        | 2                    | 4                | 2             |
|                     | Centre démocrate                               | 2                    | 3                | 1             |
|                     | Centre national des indépendants et paysans    | 1                    | /                | 1             |
| Total Centre-droit  | Total Centre-droit                             | 5                    | 7                | 2             |
|                     | Parti communiste français                      | 1                    | 2                | 1             |
| Total Gauche        | Total Gauche                                   | 1                    | 2                | 1             |
|                     | Union démocratique pour la Ve République       | /                    | 1                | 1             |
|                     | Divers droite                                  | 1                    | /                | 1             |
| Total Droite        | Total Droite                                   | 1                    | 1                | en stagnation |

### Groupes politiques
| Parti                                          | Sigle | Sigle | Élus | Groupe                         |
| ---------------------------------------------- | ----- | ----- | ---- | ------------------------------ |
| Centre-gauche (21 sièges)                      |       |       |      |                                |
| Parti radical-socialiste                       |       | Rad.  | 10   | Gauche démocrate et socialiste |
| Section française de l'Internationale ouvrière |       | SFIO  | 10   | Gauche démocrate et socialiste |
| Convention des institutions républicaines      |       | CIR   | 1    | Gauche démocrate et socialiste |
| Centre-droit (9 sièges)                        |       |       |      |                                |
| Centre démocrate                               |       | CD    | 5    | Centre démocratique            |
| Modérés                                        |       | Mod.  | 4    | Centre démocratique            |
| Gauche (7 sièges)                              |       |       |      |                                |
| Parti communiste français                      |       | PCF   | 7    | Communiste                     |
| Droite (4 sièges)                              |       |       |      |                                |
| Union démocratique pour la Ve République       |       | UD-Ve | 3    | UD-Ve et indépendants          |
| Républicains indépendants                      |       | RI    | 1    | UD-Ve et indépendants          |
| Président du conseil ténéral                   |       |       |      |                                |
| Max Lejeune (SFIO)                             |       |       |      |                                |